# آلی آک چین (آریزونا)
آلی آک چین (به انگلیسی: Ali Ak Chin) یک منطقهٔ مسکونی در ایالات متحده آمریکا است که در آریزونا واقع شده‌است. علی آکچین ۵۴۹ متر بالاتر از سطح دریا واقع شده‌است.